# Enpinanga borneensis
Enpinanga borneensis là một loài bướm đêm thuộc họ Sphingidae. Nó được tìm thấy ở Thái Lan, Malaysia (Peninsular, Sarawak), Indonesia (Sumatra, Java, Kalimantan) và Philippines (Palawan).
Ấu trùng được ghi nhận ăn các loài Dillenia (như Dillenia suffruticosa in Singapore) và Tetracera.

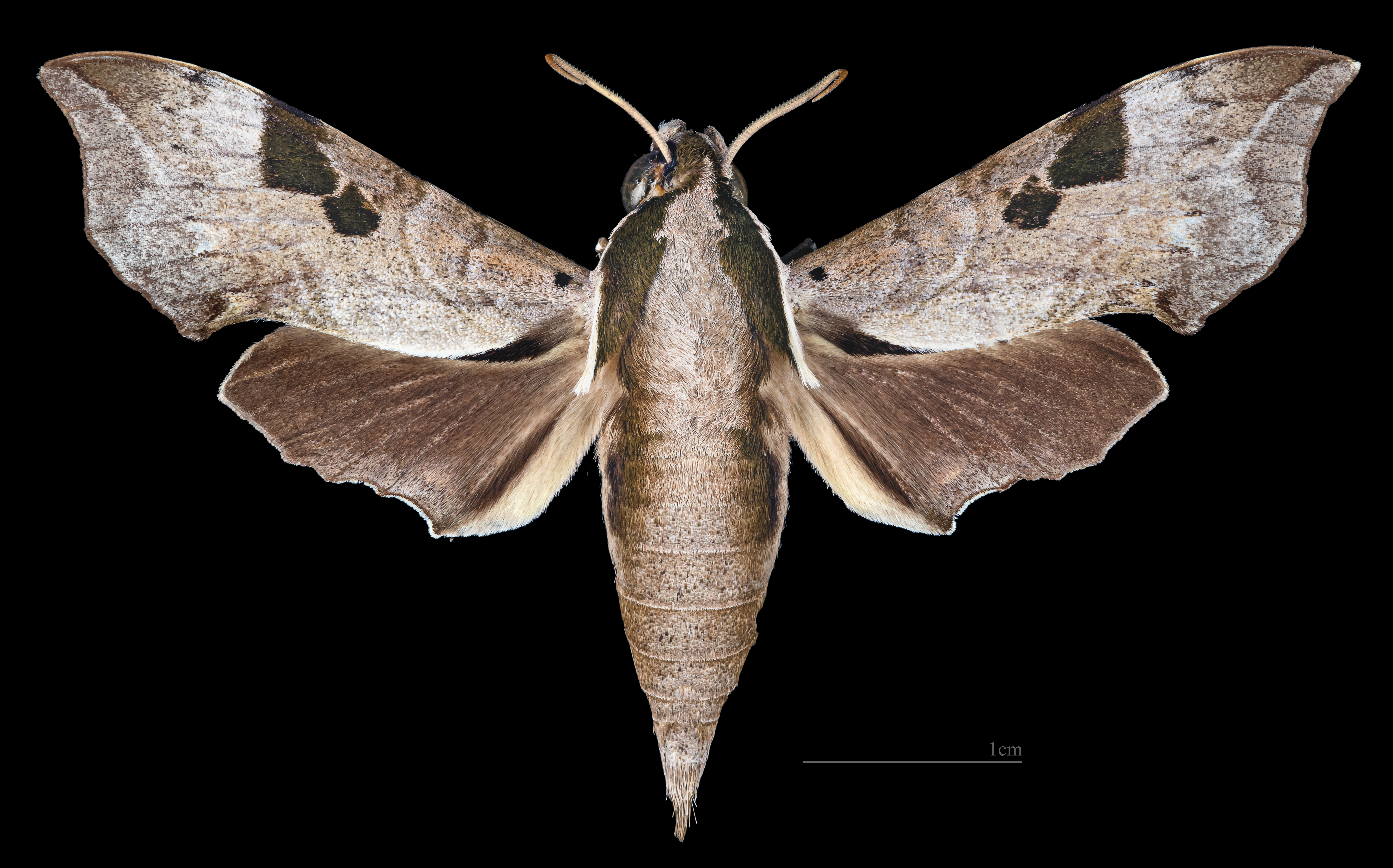
Enpinanga borneensis ♂
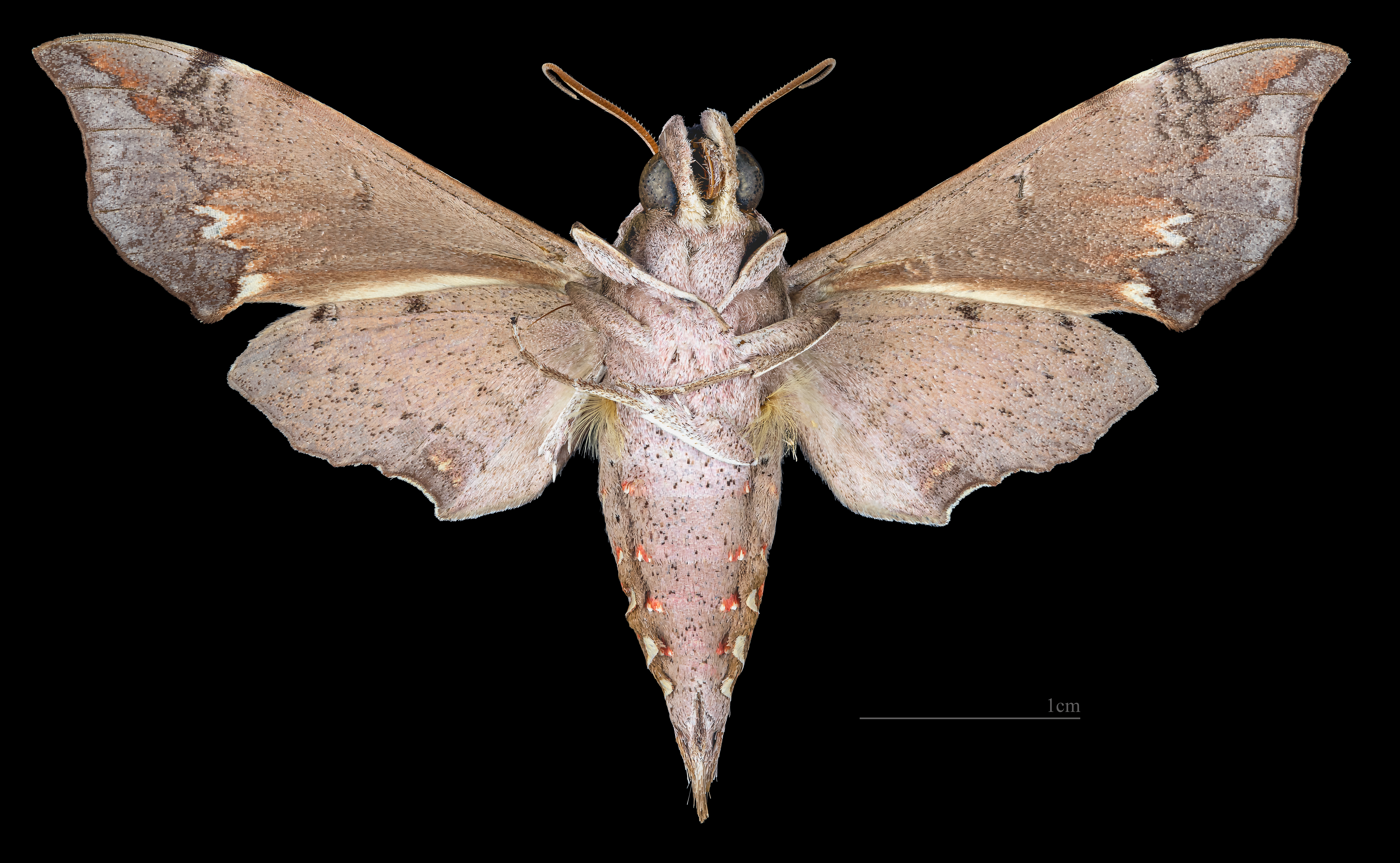
Enpinanga borneensis ♂ △